# Les Serretes (Àger)
Les Serretes és una serra situada entre els municipis d'Àger i de Camarasa a la comarca de la Noguera, amb una elevació màxima de 636 metres.